# Руски универзитет пријатељства народа
Руски универзитет пријатељства народа (рус. Российский университет дружбы народов) је један од највећих универзитета у Руској Федерацији. Основан је 5. фебруара 1960. Садашњи ректор универзитета је Владимир Филипов, бивши министар образовања. Најважнија особина Руског универзитета пријатељства народа је његова многонационалост - његови студенти потичу из око 200 земаља света.